# 原田敬三
原田 敬三（はらだ けいぞう、1941年5月15日 - ）は、日本の経営者。フジタ社長を務めた。

## 経歴
京都府出身。1964年に神戸大学工学部を卒業し、同年に藤田組(のちのフジタ)に入社。1998年6月に取締役に就任し、2000年6月に常務、2001年6月に専務を経て、2002年7月に副社長に就任し、同年10月には社長に昇格。2005年6月に社長を退任。